# Scholium Generale
O General Scholium (em latim: Scholium Generale) é um ensaio escrito por Isaac Newton, anexado à sua obra Philosophiæ Naturalis Principia Mathematica, conhecida como Principia. Foi publicado pela primeira vez na segunda edição (1713) do Principia e reapareceu com alguns acréscimos e modificações na terceira edição (1726). É mais conhecido pela expressão "Hypotheses non fingo" ("Eu não forjo hipóteses"), que Newton utilizou em resposta a algumas das críticas recebidas após o lançamento da primeira edição (1687). Nesse ensaio, Newton não apenas rebate a filosofia natural de René Descartes e Gottfried Leibniz, mas também aborda questões de metodologia científica, teologia e metafísica.

## Rejeição dos vórtices cartesianos
No primeiro parágrafo, Newton ataca o modelo de René Descartes para o Sistema Solar. Descartes e seus seguidores eram adeptos da filosofia mecânica, uma forma de filosofia natural popular no século XVII, que sustentava que a natureza e os seres naturais agem de maneira semelhante a máquinas. Em sua obra The World, Descartes sugere que a criação do sistema solar e o movimento circular dos planetas em torno do Sol podem ser explicados pelo fenômeno de “vórtices circulantes”. Descartes também afirmava que o mundo seria constituído por minúsculos “corpúsculos” de matéria e que não poderia haver vácuo.
O modelo de Descartes não se harmonizava com as ideias apresentadas na primeira edição do Principia (1687). Newton simplesmente rejeitou a teoria dos “corpúsculos e vórtices” de Descartes e sugeriu que a força gravitacional age sobre os corpos celestes, independentemente do vasto espaço interestelar vazio entre eles. Newton foi criticado publicamente pelos cartesianos por propor essa teoria não mecanicista. Em resposta, argumentou que os vórtices de Descartes não podem explicar o movimento singular dos cometas. Ele encerra o parágrafo com as palavras:

Os movimentos dos cometas são extremamente regulares, são governados pelas mesmas leis que os movimentos dos planetas e não podem de forma alguma ser explicados pelas hipóteses dos vórtices. Pois os cometas são carregados com movimentos muito excêntricos por todas as partes do céu com indiferença, com uma liberdade que é incompatível com a noção de um vórtice.

## Argumento de método científico
Newton não apresentou razões ou causas para sua lei da gravidade e, por isso, foi criticado publicamente por introduzir “agentes ocultos” na ciência. Newton se opunha ao método de Descartes e Leibniz de tirar conclusões aplicando a razão a definições a priori, em vez de se basear em pesquisa empírica, e declarou famosamente “Hypotheses non fingo”, latim para “eu não forjo hipóteses”:

Ainda não fui capaz de descobrir a razão dessas propriedades da gravidade a partir de fenômenos, e não formulo hipóteses. Pois tudo o que não é deduzido dos fenômenos deve ser chamado de hipótese; e hipóteses, sejam metafísicas ou físicas, ou baseadas em qualidades ocultas, ou mecânicas, não têm lugar na filosofia experimental.
O ensaio então apresenta a própria abordagem de Newton à metodologia científica. Em oposição à abordagem dedutiva de Descartes e Leibniz, Newton propõe uma investigação científica de caráter indutivo. Primeiro, devem-se observar os fenômenos, para depois buscar regras gerais, e não o contrário. Segundo Newton, foi esse método que levou à descoberta das “leis do movimento e da gravitação”:

Nesta filosofia, proposições particulares são inferidas dos fenômenos e depois tornadas gerais por indução. Foi assim que a impenetrabilidade, a mobilidade e a força impulsiva dos corpos, e as leis do movimento e da gravitação, foram descobertas. E para nós é suficiente que a gravidade realmente exista e aja de acordo com as leis que explicamos, e sirva abundantemente para explicar todos os movimentos dos corpos celestes e do nosso mar.

## Perspectivas teológicas
A maior parte do ensaio trata das visões religiosas de Newton. Contudo, também é considerada a parte menos compreendida do texto. Newton via Deus como um Ser inteligente, poderoso e onipresente, que governa tudo. Já foi alegado que o texto implica que Newton era um anti-trinitário herege. Sem comentários que abordem explicitamente o tema da Santíssima Trindade, várias partes do texto parecem indicar, de forma indireta, posições anti-trinitárias, principalmente:

Este belíssimo sistema do sol, planetas e cometas só poderia proceder do conselho e domínio de um ser inteligente. E se as Estrelas fixas são os centros de outros sistemas semelhantes, estes, sendo formados pelo mesmo conselho sábio, devem estar todos sujeitos ao domínio do Um. [...] Este Ser governa todas as coisas, não como a alma do mundo, mas como Senhor sobre tudo: E por causa de seu domínio, ele costuma ser chamado de Senhor Deus Παντοκράτωρ, ou Governante Universal.

## “Espírito sutil”
O ensaio termina com um parágrafo enigmático sobre “um certo Espírito sumamente sutil, que penetra e se esconde em todos os corpos densos.” Isso geralmente é interpretado como a visão e a perspectiva de Newton sobre a eletricidade, um fenômeno pouco compreendido na época. Newton descreve alguns atributos desse Espírito e conclui:

Mas essas são coisas que não podem ser explicadas em poucas palavras, nem somos providos daquela suficiência de experimentos que é necessária para uma determinação e demonstração precisas das leis que esse espírito elétrico opera.